# Stadshus

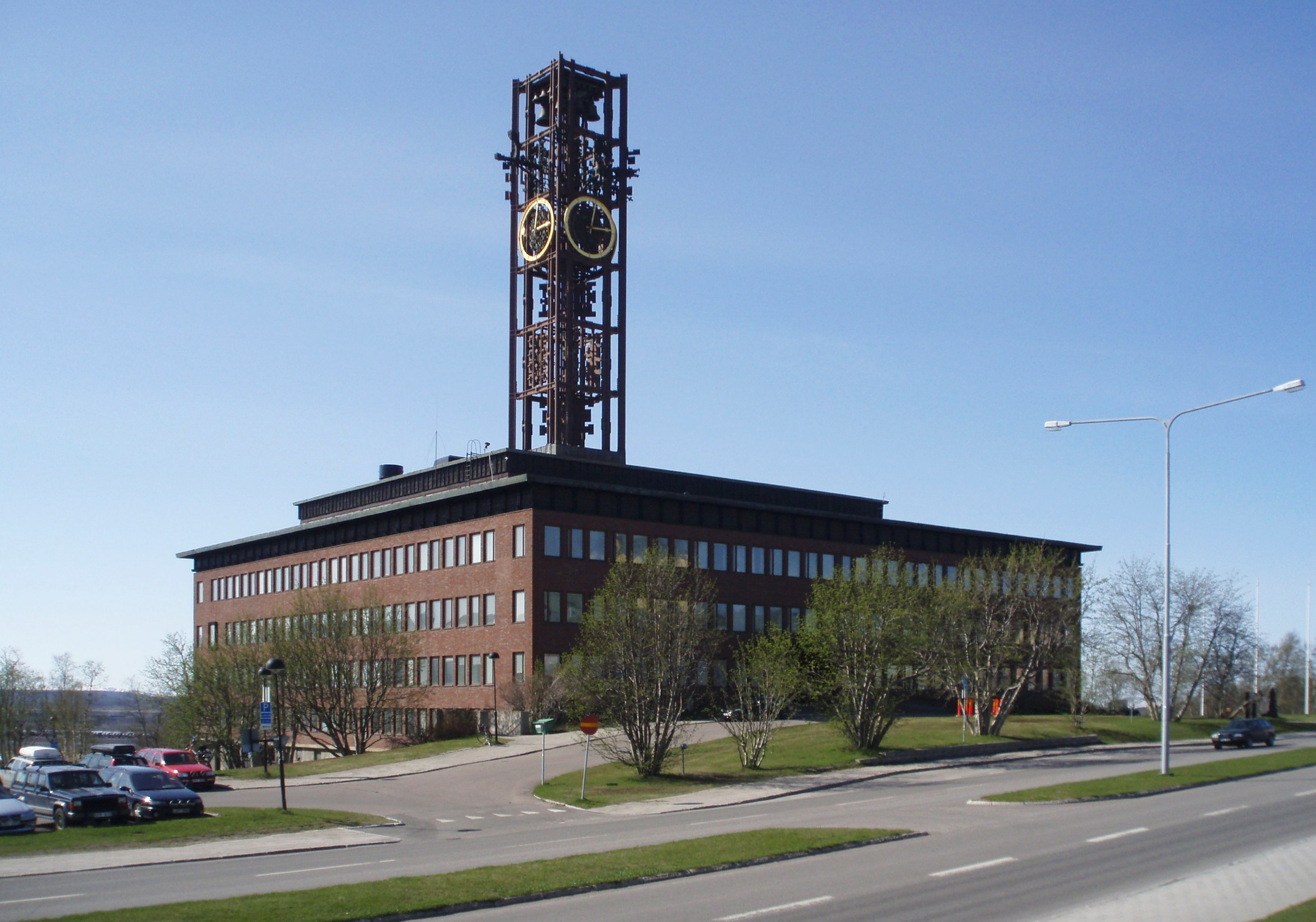
Dåvarande stadshuset, Kiruna 2008.

Stadshus är en ofta centralt belägen byggnad som uppförts för en (större) stads förvaltning och representation.

## Stadshus i Sverige
Eftersom det svenska stadsbegreppet förlorade sin juridiska betydelse 1971 åsyftar stadshus vanligen den byggnad som hade funktion som kommunhus år 1971, men inrymmer i många kommuner än i dag hela eller delar av kommunalförvaltningen.

## Stadshus i Finland
Stadshuset är oftast den viktigaste förvaltningsbyggnaden. Traditionellt har stadsfullmäktige och -styrelse sammanträtt här. Ibland används begreppet för den plats där den högsta ledningen för staden som exempelvis stadsdirektörerna eller borgmästaren har sina arbetsplatser. Förutom administrationen finns ofta också städernas representationslokaler i stadshusen. I stadshuset kan också andra funktioner vara inrymda. 

### Stadshusets historia
Föregångaren var rådhuset, där stadens ledning, administration och domstol "rådmänen" samlades. Rådhuset stod ofta centralt.  Den gamla svenska ordningen hölls kvar också efter Finska kriget när Sverige förlorade Finland 1809. 
Finland fick en egen förordning om städernas styrelse år 1875. Då upphörde råden och städerna fick i stället ett stadsfullmäktige. Städernas uppgifter växte och antalet tjänstemän utökades. De gamla rådhusen blev för trånga och nya större lokaler behövdes. Nya stadshus börajde byggas under 1800-talets senare del.
Uppdraget att planera de nya stadshusen gick ofta till berömda arkitekter. Husen planerades med ståtliga festsalar, trappuppgångar. Ibland kunde också andra funktioner rymmas in t.ex. auktionskammare, rådstuvurätten och bostäder.  Trots en ny förvaltning bibehölls det gamla begreppet rådhus för flera stadshus.

## Stadshus i andra länder
Ordet kan också användas som översättning för utländska kommunala förvaltningsbyggnader, till exempel City Hall (engelskspråkiga länder) och Hôtel de ville (franskspråkiga länder).

## Exempel på stadshus

### Stadshus i Sverige i urval
- Eskilstuna stadshus
- Falkenbergs stadshus
- Kiruna stadshus
- Linköpings stadshus
- Ludvika stadshus
- Nässjö stadshus
- Ronneby stadshus
- Skellefteå stadshus
- Stockholms stadshus
- Strömstads stadshus
- Umeå stadshus
- Västerås stadshus
- Göteborgs stadshus

### Stadshus i Finland i urval
- Helsingfors stadshus
- Lahtis stadshus
- Vasa stadshus
- Åbo stadshus